# Station Jegum
Station Jegum is een spoorweghalte in Jegum een dorp in de gemeente Varde in Denemarken. De halte uit 1992 ligt aan de spoorlijn Varde - Tarm. Jegum wordt  bediend door de treinen van Esbjerg naar Nørre Nebel. Treinen stoppen enkel op verzoek.